# Austrolimnophila michaelseni
Austrolimnophila michaelseni är en tvåvingeart som beskrevs av Alexander 1929. Austrolimnophila michaelseni ingår i släktet Austrolimnophila och familjen småharkrankar. Inga underarter finns listade i Catalogue of Life.